# 星辰实验室
科技高级研究实验室（英語：Scientific and Technological Advanced Research Labs，简称为星辰实验室，又译为星际实验室）是出现在DC漫画出版的多部漫画作品中的虚构研究机构和组织。该实验室首次亮相于《超人》#246（1971年12月），由卡里·贝茨和里奇·巴克勒创作。

## 出版历史
星辰实验室首次亮相是在《超人》#246（1971年12月）中。在《超人》漫画里，汉密尔顿教授之前在此工作，基蒂福克纳博士（即超级女英雄暴怒）现正供职于此。在《哈米吉多顿2001》中，大都会的星辰实验室作为主战场和主要情节设定。在《少年泰坦》, 钢骨的父母——西拉斯和埃莉诺·斯通——及后者的前情人萨拉·查尔斯博士都供职于星辰实验室。前任星辰实验室职员包括穆雷·高本、珍妮特·克莱本博士和阿尔伯特·迈克尔斯博士（初代原子骷髅）。在1993年漫画迷你系列《星辰公司》即讲述了星辰实验室实验中一群无意间得到超能力的超人类们。1996年的迷你系列《最后一夜》中主要场景设在星辰实验室里。由于食日者入侵，地球将会迎来永久寒冬而岌岌可危，星辰实验室在此期间保持网页更新，向人们发出鼓励号召并提供危机应对的多种相关信息。位于旧金山和蒙大纳的支部在《美国正义联盟》#110～114（2005年）的故事弧中发挥重要作用。《52余波：四骑士》#1（2007年10月）讲述星辰实验室与韦恩技术一起在比阿利阿国被毁的废墟中参与救援工作。救灾工作人员全数被外部力量杀死。

## 虚构历史
星辰实验室由名为加里森·斯莱特（英語：Garrison Slate）科学家建立，斯莱特希望建立一个全国性的连锁研究实验室网，而与政府或商界无关。他获得了成功，并将实验室从国内推向国际：星辰实验室现在维持其在加拿大、欧洲、澳大利亚和日本以及美国的分部运行，距上次统计这些分部的数量在二十到三十间。
星辰实验室是赞助超级英雄团体产业集团的公司之一。其他资助者包括：美国钢铁、但丁食品、杜普雷化学、费里斯飞行器、莱克斯企业、欧威尔石油、帕克斯娱乐、斯塔格企业。
雷克斯·路瑟不止一次试图买下星辰实验室的全部股份。维护鋼骨机械部分的技术即出自星辰实验室。

## 地点
已知星辰实验室设施地点及其研究重点的不完全列表：
- 德克萨斯州的奧斯汀
- 密苏里州的中央市
- 伊利诺斯州的芝加哥：主攻研究和技术
- 密歇根州的底特律：主攻物理学研究。于2004关门。
- 福西特城：主攻外星研究[3]
- 哥谭市：主攻武器
- 堪萨斯州的吉斯通城
- 日本的京都市[4]
- 加州的洛杉矶：主攻遗传学和疾病控制
- 澳大利亚的墨尔本
- 大都会（靠近大都会港的昆士兰公园自治镇）：主攻海洋生物学
- 大都会（新特洛伊岛的中心机构）：包罗万象的设施
- 蒙大拿州的米苏拉县[5]
- 纽约州的纽约市：主攻研究和技术。在一次爆炸中被毁[6]
- 加州的帕羅奧圖，医疗设施
- 亚利桑那州的菲尼克斯：主攻气象学和自然灾害
- 宾夕法尼亚州的匹兹堡，放射性材料存储与测试中心
- 犹他州的盐湖城[7]：主攻物理学
- 加州的圣迭戈：主攻化学研究
- 加州的旧金山：主攻超人类研究
- 华盛顿州西雅圖：主攻心理学和灵能研究。
- 加拿大的多伦多[8]
- 俄克拉何马州的塔爾薩
- 堪薩斯州的威奇托，主攻机器人研究

## 其他媒體

### 電視
- 綠箭宇宙
  - 《閃電俠》：星辰實驗室由哈利威爾森博士所創立。實為「逆閃電」艾爾伯德·斯旺為製造暗物質意外進而讓貝瑞·艾倫成為閃電俠的計畫。之後成為閃電俠小隊的基地。

### 電影
- DC擴展宇宙
  - 2017年《正義聯盟》：鋼骨發生意外後，在星辰實驗室被改造。